# Антарктическая конвергенция
Антаркти́ческая конверге́нция или Антаркти́ческий поля́рный фронт — зона Южного океана, а также южных частей Тихого, Атлантического и Индийского океанов, окружающая Антарктику, в которой холодные, текущие на север воды Антарктиды встречаются с более теплыми водами Тихого, Атлантического и Индийского океанов. Сливаясь, более плотные холодные воды погружаются под теплые, а поднимающиеся глубинные воды, богатые питательными веществами, формируют благоприятную среду обитания для антарктического криля и других морских организмов. Линия антарктической конвергенции разделяет собой два региона, различных по климату и биологическому разнообразию. Районы вдоль линии зачастую богаты рыбой и морскими млекопитающими.
Зона антарктической конвергенции перемещается в зависимости от времени года и долготы между 48-й и 61-й параллелью южной широты и достигает ширины в 40—50 километров. Как правило, при движении на юг, граница конвергенции точно определяется внезапным падением температуры морской воды с 5,6 °C до уровня ниже 2 °С.
Впервые линия антарктической конвергенции была пересечена в 1675 году английским торговцем и путешественником Антони де ла Роше. В 1700 году английский учёный Эдмунд Галлей первым описал ее в научной работе.
Отсутствие аналогичной зоны в Арктике вызвано сушей, окружающей северный полярный регион.